# Karthaus (Schnals)

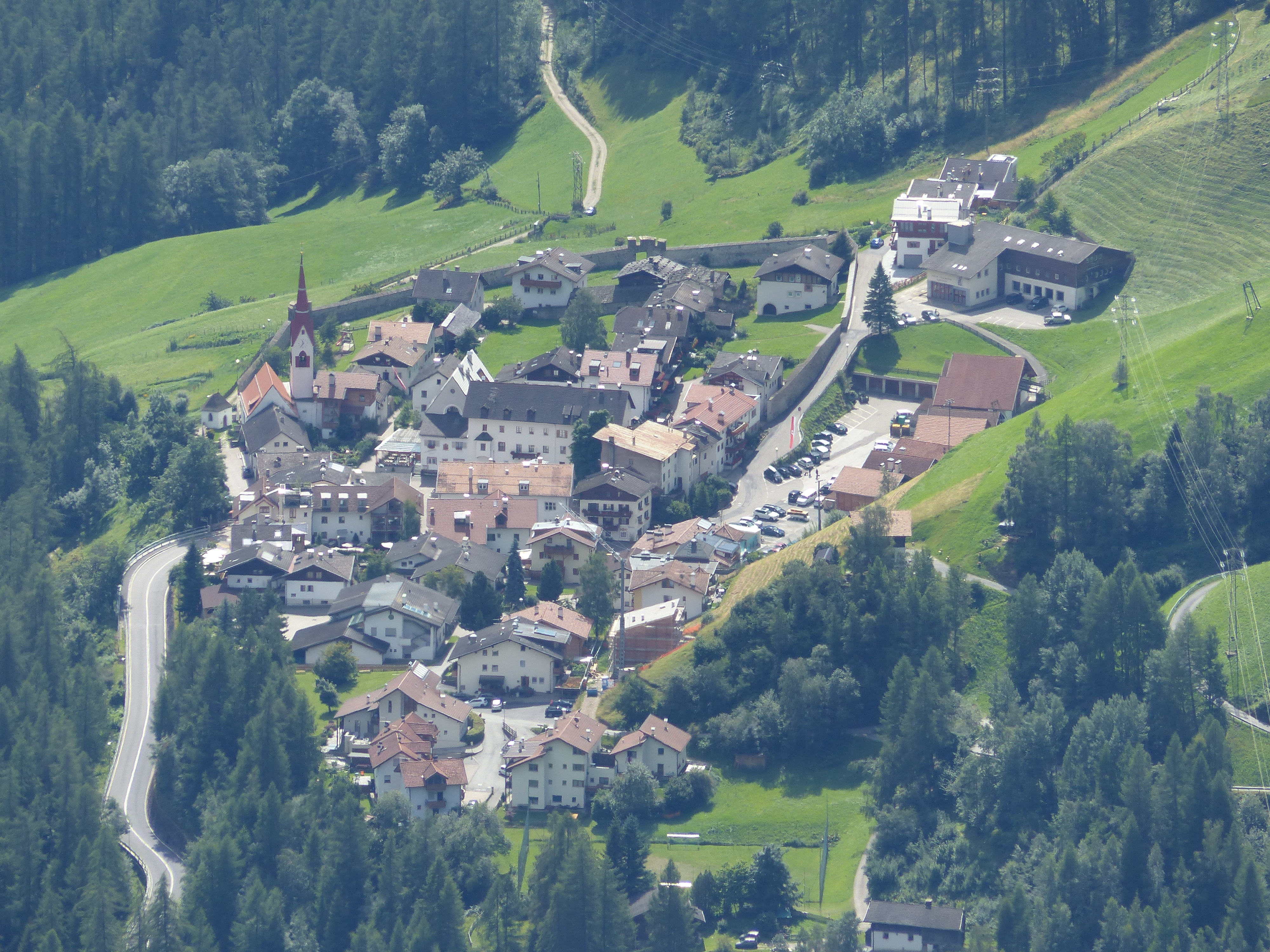
Karthaus aus erhöhtem Blickwinkel

Freiwillige Feuerwehr Karthaus

Karthaus (italienisch Certosa) ist eine Fraktion der Gemeinde Schnals in Südtirol (Italien). Der Ort liegt auf der orographisch rechten Seite des Schnalstals in 1323 m Höhe.

## Geschichte
Das Dorf geht in seinen Ursprüngen auf das im 14. Jahrhundert gegründete Kartäuserkloster Allerengelberg zurück. 1782 wurde das Kloster im Rahmen der Josephinischen Reformen aufgehoben und in der Folge verkauft. In den Baulichkeiten siedelten sich anschließend Bauern und Handwerker an – aus dem ehemaligen Kloster entstand das Dorf Karthaus.
Am 21. November 1924 entfachte um 22.30 Uhr auf einem Strohlager im Stall des Rosenwirtshauses ein Brand. Dort nächtigten zu der Zeit italienische Bauarbeiter, die beim Bau einer Finanzkaserne im Tal beschäftigt waren. Auslöser war der unvorsichtige Umgang mit den noch glimmenden Zigarettenstummeln, die von den Arbeitern vor dem Schlafengehen einfach in das Stroh geworfen worden waren. Um 23.00 Uhr stand die ganze Ortschaft in Flammen. Zwei Menschen und viele Haustiere verbrannten. Von den 38 Häusern blieben nur drei von den Flammen verschont.
Die ehemaligen Klosteranlagen, die bis zu dem Zeitpunkt des Brandes alles in allem noch gut erhalten waren, wurden dabei weitgehend zerstört. Doch bieten die Klosterreste nach den Restaurierungsmaßnahmen des Denkmalamtes am historischen Bestand und nach der von 1974 bis 1980 durchgeführten Dorfsanierung einen interessanten Gesamteindruck.
Seit 1987 finden Kunstausstellungen in den ehemaligen Klosteranlagen statt, die unter dem Titel »Kunst in der Kartause« zur festen Einrichtung geworden sind. Sie werden vom Kulturverein Schnals organisiert.

## Bildung
In Karthaus gibt es einen Kindergarten und eine Grundschule für die deutsche Sprachgruppe.